# Бекки, Джанин
Джанин Элизабет Бекки (англ. Janine Elizabeth Beckie; род. 20 августа 1994, Литлтон, Колорадо, США) — канадская футболистка, нападающая. Олимпийская чемпионка 2020 года и бронзовый призёр Олимпийских игр 2016 года в составе сборной Канады, чемпионка NWSL в составе клуба «Портленд Торнс», обладательница Кубка Англии и Кубка лиги Футбольной ассоциации (Континентального кубка) в составе клуба «Манчестер Сити».

## Биография
Родилась в Колорадо (источники указывают в качестве места рождения Денвер, Литлтон или Хайландс-Ранч) в семье выходцев из Саскачевана Гэри и Шейлы Бекки. Помимо Джанин, в семье было трое старших детей — две девочки и мальчик. Мать и отец Джанин играли в баскетбол, но старший брат, Дрю, увлёкся футболом, в дальнейшем став игроком профессиональных клубов «Коламбус Крю», «Оттава Фьюри» и «Каролайна Рэйлхокс». Вслед за старшим братом Джанин начала играть в футбол с четырёхлетнего возраста.
В годы учёбы в средней школе «Валор Крисчен» четыре года играла за сборную школы, в 2009 и 2010 годах становясь с ней финалисткой чемпионата штата Колорадо среди девочек. В 2011 году включена в символическую сборную штата и конференции, а в 2012 году признана лучшим игроком года штата Колорадо. Выступала также за сборные школы по лёгкой атлетике (чемпион штата в эстафетах 4×100 и 4×400 м, вице-чемпион на дистанции 300 м с барьерами) и баскетболу (член символической сборной штата в 2012 году).
По окончании школы поступила в Техасский технологический университет. За время учёбы трижды избиралась в первую сборную конференции Big 12. Во второй год учёбы забила 14 голов — лучший результат в конференции Big 12 — и признана новичком года конференции и включена во вторую символическую сборную NSCAA. Включена в первую символическую сборную NSCAA в третий и четвёртый год учёбы, завершила выступления за команду университета с новым рекордом по забитым мячам (57).
Выбрана под общим 8-м номером в вузовском драфте Национальной женской футбольной лиги (NWSL) 2016 года. После двух сезонов в составе клуба «Хьюстон Дэш» перешла в другую команду NWSL, «Скай Блу», но уже после 15 игр покинула клуб, занимавший на тот момент последнее место в лиге, и стала игроком английского «Манчестер Сити».
В составе «Манчестера» забила решающий пенальти в финале Женского Кубка лиги Футбольной ассоциации (Континентального кубка) против «Арсенала». Продлив контракт с «Сити» в апреле 2019 года, через месяц завоевала с клубом Кубок Англии. В 2020 году снова стала обладательницей Кубка Англии с «Манчестером», забив в дополнительное время финальной игры мяч в ворота «Эвертона». Свой второй Кубок лиги Футбольной ассоциации завоевала с «Манчестером» в 2022 году.
В 2022 году вернулась в NWSL, где присоединилась к клубу «Портленд Торнс», в котором уже играла партнёрша по сборной Канады Кристин Синклер. По итогам сезона 2022 стала с «Торнс» чемпионкой лиги. Следующий сезон полностью пропустила из-за разрыва ахиллова сухожилия. Провела за «Портленд» большую часть сезона 2024, но в августе, отыграв за этот клуб 35 игр и забив 3 гола, была обменяна в «Расинг Луисвилл» на нападающую Рейлин Тернер.

### Выступления за сборную
Происхождение позволяло Бекки выбор страны, за которую она будет выступать. В 2011 году она стала участницей программы олимпийской подготовки штата Колорадо, в 2011—2012 годах включалась в юниорскую (до 18 лет) сборную США, а в начале 2013 года приглашалась на тренировочные сборы молодёжной (до 20 лет) сборной США. Однако в 2014 году уже играла на молодёжном чемпионате мира (до 20 лет) за сборную Канады, забив 2 гола в 4 матчах, и позже в том же году впервые выступила в составе национальной сборной Канады в товарищеском матче со Швецией.
Играла в составе сборной Канады в Кубке Кипра 2015 года. Свой первый гол за сборную Канады забила в январе 2015 года в матче против команды Республики Корея. В первой игре сборной Канады на Панамериканских играх того же года провела два мяча в ворота Эквадора и завершила турнир на 4-м месте. В отборочном турнире КОНКАКАФ к Олимпиаде-2016 забила два гола в двух встречах, заняв со сборной второе место и обеспечив ей участие в Олимпийских играх.
В 2016 году забила два гола за сборную в Кубке Алгарве, став лучшим бомбардиром команды и выиграв с нею этот трофей. На Олимпийских играх в Рио-де-Жанейро забила три гола, в том числе самый быстрый гол в истории олимпийского футбола: 3 августа 2016 года поразила ворота сборной Австралии после паса Кристин Синклер уже на 20-й секунде игры. По итогам турнира стала со сборной Канады бронзовым призёром Олимпийских игр.
Завоевала со сборной Канады серебряные медали в чемпионате КОНКАКАФ 2018 года, обеспечив себе путёвку на чемпионат мира 2019 года во Франции. По ходу чемпионата мира в матче 1/8 финала со Швецией не реализовала пенальти, что позволило соперницам победить со счётом 1:0 и вывести Канаду из дальнейшей борьбы за медали. В 2020 году завоевала со сборной право на участие в Олимпиаде в Токио, сделав хет-трик в матче отборочного цикла КОНКАКАФ против Ямайки. На Олимпиаде, перенесённой на 2021 год из-за пандемии COVID-19, забила оба гола в победе 2:1 на групповом этапе над командой Чили и завоевала со сборной Канады чемпионское звание, отыграв минимум по 90 минут в четырёх из шести игр команды.
В 2022 году снова стала со сборной Канады серебряным призёром чемпионата КОНКАКАФ. Из-за травмы ахиллова сухожилия пропустила чемпионат мира 2023 года и стыковые матчи с командой Ямайки, в которых Канада обеспечила себе участие в Олимпийских играх в Париже.

## Клубная статистика
| Клуб             | Сезон            | Лига | Лига | Национальные кубки | Национальные кубки | Международные кубки | Международные кубки | Итого | Итого |
| Клуб             | Сезон            | Игры | Голы | Игры               | Голы               | Игры                | Голы                | Игры  | Голы  |
| ---------------- | ---------------- | ---- | ---- | ------------------ | ------------------ | ------------------- | ------------------- | ----- | ----- |
| Хьюстон Дэш      | 2016             | 14   | 3    | —                  | —                  | —                   | —                   | 14    | 3     |
| Хьюстон Дэш      | 2017             | 24   | 2    | —                  | —                  | —                   | —                   | 24    | 2     |
| Хьюстон Дэш      | Итого            | 38   | 5    | —                  | —                  | —                   | —                   | 38    | 5     |
| Скай Блу         | 2018             | 15   | 10   | —                  | —                  | —                   | —                   | 15    | 0     |
| Скай Блу         | Итого            | 15   | 0    | —                  | —                  | —                   | —                   | 15    | 0     |
| Манчестер Сити   | 2018/19          | 10   | 1    | 6                  | 7                  | 2                   | 1                   | 18    | 9     |
| Манчестер Сити   | 2019/20          | 14   | 0    | 5                  | 0                  | 4                   | 5                   | 23    | 5     |
| Манчестер Сити   | 2020/21          | 14   | 4    | 4                  | 0                  | 4                   | 1                   | 22    | 5     |
| Манчестер Сити   | 2021/22          | 11   | 1    | 7                  | 1                  | 2                   | 0                   | 20    | 2     |
| Манчестер Сити   | Итого            | 49   | 6    | 22                 | 8                  | 12                  | 7                   | 83    | 21    |
| Портленд Торнс   | 2022             | 19   | 0    | 1                  | 0                  | 0                   | 0                   | 20    | 0     |
| Портленд Торнс   | 2024             | 16   | 3    | 0                  | 0                  | 0                   | 0                   | 16    | 3     |
| Портленд Торнс   | Итого            | 35   | 3    | 1                  | 0                  | 0                   | 0                   | 36    | 3     |
| Всего за карьеру | Всего за карьеру | 137  | 14   | 23                 | 8                  | 12                  | 7                   | 172   | 29    |